# Seleção de Futebol dos Estados Unidos Sub-18
A Seleção de Futebol dos Estados Unidos Sub-18 é a seleção nacional de futebol Sub-18 dos Estados Unidos e é controlada pela Federação de Futebol dos Estados Unidos. A Seleção Nacional Masculina Sub-18 dos EUA serve como uma transição para os jogadores entre a Seleção Nacional Sub-17 e a Seleção Nacional Sub-20. Em 2018, o grupo de menores de 18 anos era formado por jogadores nascidos em 1º de janeiro de 2001 ou mais tarde. Embora a equipe não competir em um campeonato mundial, o treinador Omid Namazi e sua equipe competem em torneios internacionais e realizam várias estadias de treinamento doméstico ao longo do ano.